# 直隸布政使
直隸布政使，全稱為直隸等處承宣布政使司布政使，又稱直隸承宣布政使。清朝從二品文官，是清代直隸省的民生賦稅和教化行政事務的最高長官，治所在直隸的保定府（今河北省保定市蓮池區），受直隸巡撫和直隸總督管轄。管理底下的十二府、三直隸廳、七直隸州、十七散州、一散廳、一百二十七縣的官員。雍正二年十二月戊寅（1725年1月22日），雍正皇帝下令將直隸守道改為直隸布政使。直隸巡道改為直隸按察使。首任直隸布政使的就是原為理藩院郎中的羅密。末代直隸布政使為凌福彭，民國建立後，其歷任中華民國袁世凱大總統府政治諮議、約法會議議員、參政會參政等。其女兒即是珞珈三女傑之一的凌叔華。

## 沿革
在清初的時候，其直隸省並沒有設立布政使和按察使，而是在康熙八年六月丙子（1669年7月12日）時，增設「直隸分守道」和「直隸分巡道」兩個道員的官職，兩人各自分工管理直隸省的錢糧、刑名，但是到了雍正二年十二月戊寅（1725年1月22日），雍正帝認為，雖說過去因為直隸乃是朝廷中樞重地，因此不去設立布政和按察兩使，但是直隸和其餘各省並無區別，因此應該一視同仁，設立直隸布政使和直隸按察使職位以取代原來的守巡二道。

## 收入
順治十三年（1656年）議定，直隸布政使的年俸為正從二品的俸銀155兩，俸米155斛。而後到了雍正初年的養廉銀制度中規定了直隸布政使的養廉銀為每年白銀9000兩

## 屬員
- 正六品經歷司經歷1人
- 從六品理問所理問1人、從七品副理問1人（康熙三十八年（1699年）裁撤）
- 正八品庫大使1人
- 從九品倉大使1人

## 歷任直隸布政使
| 任職者   | 任期              | 出身                                         | 旗籍       | 接任前官職                         | 卸任後官職                   | 備註                         |
| -------- | ----------------- | -------------------------------------------- | ---------- | ---------------------------------- | ---------------------------- | ---------------------------- |
| 羅密     | 雍正2年-雍正3年   | 廕生                                         | 滿洲       | 理藩院郎中                         | 鑲白旗蒙古副都統             |                              |
| 德明     | 雍正3年-雍正4年   |                                              | 滿洲鑲黃旗 | 戶部郎中                           | 直隸布政使                   | 署理，太子少保，諡號「端勤」 |
| 德明     | 雍正4年           |                                              | 滿洲鑲黃旗 | 署理直隸布政使                     | 山西巡撫                     | 太子少保，諡號「端勤」       |
| 張适     | 雍正4年-雍正6年   |                                              |            | 甘肅按察使                         | 革職                         |                              |
| 徐鼎     | 雍正6年           |                                              |            | 江西布政使                         | 湖北布政使                   |                              |
| 楊紹     | 雍正6年-雍正7年   | 康熙四十八年 進士                            |            | 山東按察使                         | 修理鎮江府城工               |                              |
| 王謩     | 雍正7年-雍正13年  | 康熙四十五年 進士 翰林院 庶吉士              |            | 詹事府少詹事                       | 山西布政使                   |                              |
| 張鳴鈞   | 雍正13年-乾隆4年  | 康熙五十四年 進士 翰林院 庶吉士              |            | 河南按察使                         | 右通政                       |                              |
| 范璨     | 乾隆4年-乾隆5年   | 雍正二年 進士 翰林院 庶吉士                  |            | 河南布政使                         | 湖北巡撫                     |                              |
| 劉於義   | 乾隆5年-乾隆7年   | 康熙五十一年 進士 翰林院 庶吉士              |            | 吏部尚書、署川陝總督、兼署甘肅巡撫 | 直隸布政使                   | 署理，太子少保，諡號「文恪」 |
| 劉於義   | 乾隆7年           | 康熙五十一年 進士 翰林院 庶吉士              |            | 署理直隸布政使                     | 福建巡撫                     | 太子少保，諡號「文恪」       |
| 沈起元   | 乾隆7年-乾隆9年   | 康熙六十年 進士 翰林院 庶吉士                |            | 河南按察使                         | 光祿寺卿，稽查右翼宗學       |                              |
| 方觀承   | 乾隆9年-乾隆13年  | 監生                                         |            | 直隸按察使                         | 浙江巡撫                     | 太子太保                     |
| 辰垣     | 乾隆13年          | 生員                                         |            | 直隸按察使                         | 江蘇布政使                   |                              |
| 朱一蜚   | 乾隆13年-乾隆14年 | 貢生                                         |            | 江蘇布政使                         | 山西布政使                   |                              |
| 恒文     | 乾隆14年-乾隆16年 | 生員                                         | 滿洲正黃旗 | 貴州布政使                         | 湖北巡撫                     |                              |
| 玉麟     | 乾隆16年-乾隆21年 | 乾隆十年 繙譯進士                            | 滿洲正藍旗 | 直隸按察使                         |                              |                              |
| 清馥     | 乾隆21年-乾隆22年 | 監生                                         | 滿洲正白旗 | 湖北按察使                         | 陝西布政使                   |                              |
| 吳士功   | 乾隆22年-乾隆23年 | 雍正十一年 進士 翰林院 庶吉士                |            | 陝西布政使                         | 陝西布政使                   |                              |
| 永寧     | 乾隆23年-乾隆24年 |                                              |            | 直隸按察使                         | 以原品前往哈密，辦理糧餉事務 |                              |
| 三寶     | 乾隆24年-乾隆26年 | 乾隆四年 繙譯進士                            | 滿洲正紅旗 | 戶部郎中                           | 哈密辦事大臣                 | 世管佐領，諡號「文敬」       |
| 觀音保   | 乾隆26年-乾隆34年 | 生員                                         | 滿洲正藍旗 | 貴州按察使                         | 貴州布政使                   |                              |
| 周元理   | 乾隆34年-乾隆36年 | 乾隆三年 舉人                                |            | 直隸按察使                         | 山東巡撫                     | 太子少傅                     |
| 楊景素   | 乾隆36年-乾隆39年 | 監生                                         |            | 甘肅布政使                         | 山東巡撫兼提督銜             | 太子太保                     |
| 單功擢   | 乾隆39年-乾隆44年 | 捐貢                                         |            | 直隸清河道道員                     | 革職                         |                              |
| 黃檢     | 乾隆44年-乾隆46年 | 監生                                         | 漢軍鑲紅旗 | 直隸按察使                         | 正藍旗漢軍副都統             |                              |
| 達爾吉善 | 乾隆46年          | 繙譯舉人                                     | 滿洲鑲紅旗 | 廣東布政使                         | 和闐領隊大臣                 |                              |
| 明興     | 乾隆46年-乾隆47年 | 捐納筆帖式                                   | 滿洲鑲黃旗 | 天津道道員                         | 山東巡撫                     |                              |
| 祥鼐     | 乾隆47年          | 乾隆三十一年 進士                            | 滿洲正藍旗 | 陝西布政使                         | 離任                         | 覺羅                         |
| 景祿     | 乾隆48年-乾隆49年 |                                              | 滿洲鑲黃旗 | 湖南布政使                         | 刑部右侍郎                   |                              |
| 伊桑阿   | 乾隆49年-乾隆50年 | 舉人                                         | 滿洲鑲黃旗 | 直隸按察使                         | 山西巡撫                     |                              |
| 梁肯堂   | 乾隆50年-乾隆54年 | 乾隆二十一年 舉人                            |            | 直隸按察使                         | 河南巡撫                     |                              |
| 秦承恩   | 乾隆54年          | 乾隆二十六年 進士 翰林院 庶吉士              |            | 陝西布政使                         | 陝西巡撫                     |                              |
| 馮光熊   | 乾隆54年-乾隆55年 | 乾隆十二年 舉人                              |            | 湖南布政使                         | 湖南巡撫                     |                              |
| 張誠基   | 乾隆55年-乾隆57年 | 乾隆三十四年 進士                            |            | 署理甘肅按察使                     | 江蘇布政使                   |                              |
| 陸有仁   | 乾隆57年          | 乾隆三十四年 進士                            |            | 山東按察使                         | 甘肅按察使                   |                              |
| 鄭製錦   | 乾隆57年-嘉慶2年  | 乾隆二十五年 舉人                            |            | 甘肅按察使                         | 署理倉場總督                 |                              |
| 吳熊光   | 嘉慶2年-嘉慶4年   | 乾隆三十七年 會試落榜 選為內閣中書（中正榜） |            | 通政使司參議                       | 河南巡撫                     | 太子少保                     |
| 顏檢     | 嘉慶4年-嘉慶6年   | 乾隆五十四年 拔貢生                          |            | 河南布政使                         | 河南巡撫                     | 護理直隸總督                 |
| 同興     | 嘉慶6年-嘉慶7年   | 監生                                         | 滿洲鑲黃旗 | 江寧布政使                         | 署理湖北布政使               | 太子少保                     |
| 瞻柱     | 嘉慶7年-嘉慶9年   | 監生                                         | 滿洲正紅旗 | 直隸按察使                         | 福建布政使                   |                              |
| 裘行簡   | 嘉慶9年-嘉慶10年  | 乾隆四十年 欽賜舉人                          |            | 福建布政使                         | 過世                         | 署理直隸總督，諡號「恭勤」   |
| 慶格     | 嘉慶10年-嘉慶12年 | 監生                                         | 滿洲正白旗 | 直隸按察使                         | 江蘇按察使                   |                              |
| 方受疇   | 嘉慶12年-嘉慶18年 | 監生                                         |            | 直隸按察使                         | 浙江巡撫                     | 太子太保                     |
| 素納     | 嘉慶18年-嘉慶19年 |                                              | 滿洲鑲黃旗 | 湖北布政使                         | 候補四品京堂                 |                              |
| 錢臻     | 嘉慶19年-嘉慶21年 | 監生                                         |            | 直隸按察使                         | 江西巡撫                     |                              |
| 姚祖同   | 嘉慶21年-嘉慶24年 | 乾隆四十九年 舉人                            |            | 山西布政使                         | 安徽巡撫                     |                              |
| 祝慶承   | 嘉慶24年-嘉慶25年 | 乾隆五十四年 進士 翰林院 庶吉士              |            | 雲南布政使                         | 太僕寺卿                     |                              |
| 屠之申   | 嘉慶25年-道光2年  |                                              |            | 雲南布政使                         | 清河道道員                   |                              |
| 鄭裕國   | 道光2年           | 舉人                                         | 漢軍正白旗 | 江寧布政使                         | 過世                         |                              |
| 陸言     | 道光2年-道光3年   | 嘉慶四年 進士 翰林院 庶吉士                  |            | 山東布政使                         | 四川布政使                   |                              |
| 福綿     | 道光3年-道光4年   | 官學生                                       | 滿洲鑲紅旗 | 直隸按察使                         | 山西巡撫                     |                              |